# R-254 (Rusland)
De R-254 of Irtysj (Russisch: Р-254 Иртыш) is een regionale weg in Rusland. De weg is onderdeel van de Trans-Siberische weg tussen Moskou en Vladivostok. De R-254 loopt van Tsjeljabinsk naar Novosibirsk, over een lengte van 1532 kilometer. Bij Petropavl wordt de weg onderbroken door de Kazachse M51. Tot 2011 heette de weg M-51.
De R-254 begint in Tsjeljabinsk, waar de M-5 ophoudt. De weg voert rechtstreeks naar het oosten, en na 269 kilometer komt men voorbij de eerste grote plaats aan de route, namelijk Koergan. Rond Koergan is een rondweg aangelegd, echter met rotondes. De weg voert door een uitgestrekt merengebied, voordat het kort door Kazachstan gaat. De weg voert door de grote Noord Kazachse stad Petropavl.
Bij Omsk is een rondweg met ongelijkvloerse kruisingen aangelegd, en kruist de weg de A-320. Het E30-gedeelte loopt niet verder dan Omsk, inmiddels al diep in Azië. Hierna volgt een bijna onbewoond gebied totdat reizigers Novosibirsk, de volgende grote stad en einddoel van de R-254, bereiken.
De R-254 is onderdeel van de E30. Het gedeelte in Kazachstan is niet genummerd als E30, de E30 gaat hier via kleinere lokale wegen ten noorden van Kazachstan langs, via de stad Isjim.